# Oh dolci baci e languide carezze
Oh dolci baci e languide carezze è un film del 1969 diretto da Mino Guerrini.

## Trama
Un serio ingegnere, Carlo Valcini (Luciano Salce), padre di famiglia, si lascia travolgere dalla passione per una giovane ragazza hippy.